# Back to Life (film fra 1925)
Back to Life er en amerikansk stumfilm fra 1925 instrueret af Whitman Bennett.

## Medvirkende
- Patsy Ruth Miller som Margaret Lothbury
- David Powell som John Lothbury
- Lawford Davidson som Wallace Straker
- Mary Thurman som Jane Porter
- George Stewart som Arthur Lothbury
- Frederick Burton som Henry Porter
- Frankie Evans som Sonny Lothbury